# Vektoranalízis
A vektoranalízis a matematikai analízis részterülete, amely elsősorban két vagy több dimenzióban foglalkozik vektormezőkkel, és így lényegében általánosítja a klasszikus matematikában tárgyalt differenciál- és integrálszámítást. A vektoranalízis összefüggések és azonosságok sorából áll, amelyek fontos mérnöki és fizikai alkalmazásokkal rendelkeznek. A vektoranalízis a tenzoranalízis részterülete.
A vektoranalízist J. Willard Gibbs és Oliver Heaviside munkája nyomán fejlesztették ki a XIX. század végén, és a jelölés és a terminológia legnagyobb részét Gibbs és Edwin Bidwell Wilson 1901-es, Vektoranalízis című könyvében hozta létre. A vektoranalízis fontos szerephez jut a differenciálgeometriában és a parciális differenciálegyenletek elméletében. A fő fizikai alkalmazása az elektrodinamika.

## Alapvető tárgyak

### Skalármezők
A skalármező a megfelelő alaptest (általában számtest) egy-egy elemét (skalárt) rendel a tér minden pontjához.
A skalár lehet matematikai szám vagy fizikai mennyiség.
Az alkalmazásokban szereplő skaláris mezőkre példa a hőmérséklet-eloszlás az egész térben, nyomáseloszlás egy folyadékban és bizonyos kvantummezők, például a Higgs-mező. Ezek a mezők a skaláris mezőelmélet tárgyát képezik. 

### Vektormezők
A vektormező mint leképezés vektort rendel egy tér pontjaihoz. A síkban lévő vektormező például nyilak gyűjteményeként vizualizálható egy adott nagyságrendű és sebességű irányban, amelyek mindegyike a sík egyik pontjához kapcsolódik. A vektormezőket gyakran használják például a mozgó folyadék sebességének és irányának modellezésére az egész térben, vagy valamilyen erő, például a mágneses vagy gravitációs erő erősségét és irányának modellezésére, amikor az pontról pontra változik.

## Fordítás
- Ez a szócikk részben vagy egészben  a   Vector calculus című angol Wikipédia-szócikk ezen változatának fordításán alapul.  Az eredeti cikk szerkesztőit annak laptörténete sorolja fel. Ez a jelzés csupán a megfogalmazás eredetét és a szerzői jogokat jelzi, nem szolgál a cikkben szereplő információk forrásmegjelöléseként.